# Iztok Valič
Iztok Valič, slovenski gledališki igralec, režiser in dramaturg, *18. avgust 1950, Ljubljana, Slovenija

## Vloge
Film
- Piran - Pirano (2010)

Televizija
- Usodno vino (2016, 2017)

Gledališče
- Ostržek (2015)
- Pepelka (2014)
- Pazi, pika (2013)
- Bezgova pravljica (2013)
- Obuti mačkon (2012)
- Leonce in Lena (2012)
- Brez (2011)
- Krava Rozmari (2009)
- Boksarsko srce (2008)
- Kako se dan lepo začne (2004)
- Državni lopov (2003)
- Gospod Pepi in Črviček Artur (2002)
- Krivica boli (2000)
- Lepotica in zver(1999)
- Rdeča kapica (1998)
- Pepelka (1997)
- Janko in Metka leta 2000 (1993)
- Emigranta (1987)
- Vitez na obisku (1981)
- Garderober (1983)
- Kralj Matjaž, kako se imaš? (1981)
- Dnevnik Adama in Eve (1981)
- Kako se dan lepo začne (1980)
- Odrska pripoved o mladem junaku (1980)
- SGANAREL ali NAMIŠLJENI ROGONOSEC (1979)
- Pozdravljen in zbogom (1976)
- En srečen, veseli inu vseh trostov poln dan voščim (1976)
- Križ kraž, kralj Matjaž (1975) [1]

Razno
- 2009 Jernej Kuntner Mavrica LGL-Dramski oder za mlade – dramaturgija
- 2007 Od vaje do predstave-Matiček se ženi, GOML – adaptacija teksta in dramaturgija
- 2006 Iztok Valič Snežna pravljica, GOML – avtor teksta
- 2003 Fadil Hadžić Državni lopov r. Gojmir Lešnjak , GOML – prevajalec
- 1999 Madame Leprince de Beaumont /Iztok Valič Lepotica in zver, Gledališče za otroke in mlade Ljubljana – avtor dramatizacije[1]

## Nagrade
- 2006 je prejel nagrado za najboljšega igralca na mednarodnem festivalu v Bukarešti, Romunija
- 2003 je prejel nagrado festivala Zlata paličica za najboljšo moško vlogo Črva Arturja, v predstavi Gospod Pepi in črviček Artur, Moje gledališče
- 2003 je prejel nagrado za najboljšega igralca na Mednarodnem festivalu otroških predstav v Targovištu v Bolgariji
- 1994 je prejel nagrado festivala Zlata paličica za moško vlogo Zla v predstavi Janko in Metka, Moje gledališče[1]

## Igralska rodbina Valič

### Potomci Aleksandra Valiča
| ↓ Aleksander Valič ↓ (1919–2015)        | ↓ Aleksander Valič ↓ (1919–2015)        | ↓ Aleksander Valič ↓ (1919–2015) |
| ↓ njegov sin ↓                          | ↓ njegov nečak ↓                        | ↓ njegov daljni sorodnik ↓       |
| --------------------------------------- | --------------------------------------- | -------------------------------- |
| ↓ Iztok Valič ↓ (1950– )                | ↓ Dare Valič ↓ (1941–2023)              | ↓ Aleš Valič ↓ (1955– )          |
| Vid Valič (1982– ) Domen Valič (1984– ) | Nina Valič (1973– ) Blaž Valič (1974– ) | Matic Valič                      |

## Družina
Njegova starša sta bila igralec Aleksander Valič in Danica Valič, komika Vid in Domen sta njegova sinova, Dare Valič je njegov bratranec, teta pa Stanislava Valič.